# Lista planetelor minore/164501–164600
Aceasta este Lista planetelor minore/164501–164600; pentru a naviga prin lista completă vezi Lista planetelor minore.
Pentru ale detalii vezi și Proiect:Astronomie sau Portal:Astronomie.
| Nume            | Denumire provizorie | Data descoperirii  | Locul descoperirii | Descoperitor(i)                                        |
| --------------- | ------------------- | ------------------ | ------------------ | ------------------------------------------------------ |
| 164501 -        | 2006 GK35           | 7 aprilie 2006     | Catalina           | CSS                                                    |
| 164502 -        | 2006 GM35           | 7 aprilie 2006     | Catalina           | CSS                                                    |
| 164503 -        | 2006 GY38           | 7 aprilie 2006     | Socorro            | LINEAR                                                 |
| 164504 -        | 2006 GT41           | 7 aprilie 2006     | Anderson Mesa      | LONEOS                                                 |
| 164505 -        | 2006 GP44           | 2 aprilie 2006     | Mount Lemmon       | Mount Lemmon Survey⁠(d)                                 |
| 164506 -        | 2006 GO45           | 7 aprilie 2006     | Socorro            | LINEAR                                                 |
| 164507 -        | 2006 GU45           | 8 aprilie 2006     | Kitt Peak          | Spacewatch                                             |
| 164508 -        | 2006 GH51           | 5 aprilie 2006     | Siding Spring      | SSS                                                    |
| 164509 -        | 2006 GH53           | 2 aprilie 2006     | Catalina           | CSS                                                    |
| 164510 -        | 2006 GB54           | 2 aprilie 2006     | Mount Lemmon       | Mount Lemmon Survey⁠(d)                                 |
| 164511 -        | 2006 HO1            | 18 aprilie 2006    | Catalina           | CSS                                                    |
| 164512 -        | 2006 HG2            | 18 aprilie 2006    | Palomar            | NEAT                                                   |
| 164513 -        | 2006 HT7            | 19 aprilie 2006    | Palomar            | NEAT                                                   |
| 164514 -        | 2006 HS10           | 19 aprilie 2006    | Kitt Peak          | Spacewatch                                             |
| 164515 -        | 2006 HR13           | 19 aprilie 2006    | Anderson Mesa      | LONEOS                                                 |
| 164516 -        | 2006 HT13           | 19 aprilie 2006    | Palomar            | NEAT                                                   |
| 164517 -        | 2006 HZ16           | 20 aprilie 2006    | Kitt Peak          | Spacewatch                                             |
| 164518 Patoche  | 2006 HN18           | 19 aprilie 2006    | Saint-Sulpice⁠(d)   | B. Christophe⁠(d)                                       |
| 164519 -        | 2006 HP24           | 20 aprilie 2006    | Kitt Peak          | Spacewatch                                             |
| 164520 -        | 2006 HX28           | 21 aprilie 2006    | Catalina           | CSS                                                    |
| 164521 -        | 2006 HC36           | 20 aprilie 2006    | Kitt Peak          | Spacewatch                                             |
| 164522 -        | 2006 HU43           | 24 aprilie 2006    | Mount Lemmon       | Mount Lemmon Survey⁠(d)                                 |
| 164523 -        | 2006 HF47           | 21 aprilie 2006    | Catalina           | CSS                                                    |
| 164524 -        | 2006 HR60           | 27 aprilie 2006    | Socorro            | LINEAR                                                 |
| 164525 -        | 2006 HF63           | 24 aprilie 2006    | Kitt Peak          | Spacewatch                                             |
| 164526 -        | 2006 HA64           | 24 aprilie 2006    | Kitt Peak          | Spacewatch                                             |
| 164527 -        | 2006 HT65           | 24 aprilie 2006    | Kitt Peak          | Spacewatch                                             |
| 164528 -        | 2006 HB69           | 24 aprilie 2006    | Mount Lemmon       | Mount Lemmon Survey⁠(d)                                 |
| 164529 -        | 2006 HS86           | 28 aprilie 2006    | Socorro            | LINEAR                                                 |
| 164530 -        | 2006 HO89           | 21 aprilie 2006    | Catalina           | CSS                                                    |
| 164531 -        | 2006 HX94           | 30 aprilie 2006    | Kitt Peak          | Spacewatch                                             |
| 164532 -        | 2006 HD97           | 30 aprilie 2006    | Kitt Peak          | Spacewatch                                             |
| 164533 -        | 2006 HK99           | 30 aprilie 2006    | Kitt Peak          | Spacewatch                                             |
| 164534 -        | 2006 HJ110          | 26 aprilie 2006    | Socorro            | LINEAR                                                 |
| 164535 -        | 2006 HA128          | 25 aprilie 2006    | Palomar            | NEAT                                                   |
| 164536 -        | 2006 HF150          | 27 aprilie 2006    | Cerro Tololo⁠(d)    | M. W. Buie⁠(d)                                          |
| 164537 -        | 2006 JF5            | 3 mai 2006         | Mount Lemmon       | Mount Lemmon Survey⁠(d)                                 |
| 164538 -        | 2006 JC6            | 2 mai 2006         | Nyukasa⁠(d)         | Nyukasa⁠(d)                                             |
| 164539 -        | 2006 JQ8            | 1 mai 2006         | Kitt Peak          | Spacewatch                                             |
| 164540 -        | 2006 JR8            | 1 mai 2006         | Kitt Peak          | Spacewatch                                             |
| 164541 -        | 2006 JR10           | 1 mai 2006         | Kitt Peak          | Spacewatch                                             |
| 164542 -        | 2006 JO15           | 2 mai 2006         | Mount Lemmon       | Mount Lemmon Survey⁠(d)                                 |
| 164543 -        | 2006 JK19           | 2 mai 2006         | Mount Lemmon       | Mount Lemmon Survey                                    |
| 164544 -        | 2006 JU29           | 3 mai 2006         | Kitt Peak          | Spacewatch                                             |
| 164545 -        | 2006 JU30           | 3 mai 2006         | Mount Lemmon       | Mount Lemmon Survey⁠(d)                                 |
| 164546 -        | 2006 JY39           | 6 mai 2006         | Mount Lemmon       | Mount Lemmon Survey                                    |
| 164547 -        | 2006 JY43           | 6 mai 2006         | Kitt Peak          | Spacewatch                                             |
| 164548 -        | 2006 JC48           | 5 mai 2006         | Anderson Mesa      | LONEOS                                                 |
| 164549 -        | 2006 JE58           | 6 mai 2006         | Siding Spring      | SSS                                                    |
| 164550 -        | 2006 KP             | 17 mai 2006        | Palomar            | NEAT                                                   |
| 164551 -        | 2006 KM1            | 19 mai 2006        | Reedy Creek        | J. Broughton⁠(d)                                        |
| 164552 -        | 2006 KJ6            | 19 mai 2006        | Mount Lemmon       | Mount Lemmon Survey⁠(d)                                 |
| 164553 -        | 2006 KW7            | 19 mai 2006        | Mount Lemmon       | Mount Lemmon Survey                                    |
| 164554 -        | 2006 KU9            | 19 mai 2006        | Catalina           | CSS                                                    |
| 164555 -        | 2006 KZ16           | 20 mai 2006        | Catalina           | CSS                                                    |
| 164556 -        | 2006 KN17           | 20 mai 2006        | Palomar            | NEAT                                                   |
| 164557 -        | 2006 KQ22           | 20 mai 2006        | Catalina           | CSS                                                    |
| 164558 -        | 2006 KA27           | 20 mai 2006        | Catalina           | CSS                                                    |
| 164559 -        | 2006 KJ42           | 20 mai 2006        | Kitt Peak          | Spacewatch                                             |
| 164560 -        | 2006 KW45           | 21 mai 2006        | Mount Lemmon       | Mount Lemmon Survey⁠(d)                                 |
| 164561 -        | 2006 KZ47           | 21 mai 2006        | Kitt Peak          | Spacewatch                                             |
| 164562 -        | 2006 KB50           | 21 mai 2006        | Kitt Peak          | Spacewatch                                             |
| 164563 -        | 2006 KO52           | 21 mai 2006        | Kitt Peak          | Spacewatch                                             |
| 164564 -        | 2006 KY52           | 21 mai 2006        | Kitt Peak          | Spacewatch                                             |
| 164565 -        | 2006 KE59           | 22 mai 2006        | Kitt Peak          | Spacewatch                                             |
| 164566 -        | 2006 KL68           | 20 mai 2006        | Mount Lemmon       | Mount Lemmon Survey⁠(d)                                 |
| 164567 -        | 2006 KL73           | 23 mai 2006        | Kitt Peak          | Spacewatch                                             |
| 164568 -        | 2006 KU82           | 19 mai 2006        | Mount Lemmon       | Mount Lemmon Survey⁠(d)                                 |
| 164569 -        | 2006 KX82           | 19 mai 2006        | Mount Lemmon       | Mount Lemmon Survey                                    |
| 164570 -        | 2006 KP91           | 25 mai 2006        | Kitt Peak          | Spacewatch                                             |
| 164571 -        | 2006 KB108          | 31 mai 2006        | Mount Lemmon       | Mount Lemmon Survey⁠(d)                                 |
| 164572 -        | 2006 KD122          | 24 mai 2006        | Palomar            | NEAT                                                   |
| 164573 -        | 2006 KK122          | 28 mai 2006        | Socorro            | LINEAR                                                 |
| 164574 -        | 2006 MQ4            | 17 iunie 2006      | Kitt Peak          | Spacewatch                                             |
| 164575 -        | 2006 MF9            | 19 iunie 2006      | Mount Lemmon       | Mount Lemmon Survey⁠(d)                                 |
| 164576 -        | 2006 SV28           | 17 septembrie 2006 | Kitt Peak          | Spacewatch                                             |
| 164577 -        | 2006 SQ124          | 19 septembrie 2006 | Catalina           | CSS                                                    |
| 164578 -        | 2006 SW159          | 23 septembrie 2006 | Kitt Peak          | Spacewatch                                             |
| 164579 -        | 2006 SW353          | 30 septembrie 2006 | Catalina           | CSS                                                    |
| 164580 -        | 2006 SN356          | 30 septembrie 2006 | Catalina           | CSS                                                    |
| 164581 -        | 2006 TF47           | 12 octombrie 2006  | Kitt Peak          | Spacewatch                                             |
| 164582 -        | 2006 WU193          | 27 noiembrie 2006  | Mount Lemmon       | Mount Lemmon Survey⁠(d)                                 |
| 164583 -        | 2007 BO27           | 24 ianuarie 2007   | Catalina           | CSS                                                    |
| 164584 -        | 2007 DG10           | 17 februarie 2007  | Kitt Peak          | Spacewatch                                             |
| 164585 -        | 2007 ND2            | 13 iulie 2007      | Marly⁠(d)           | P. Kocher                                              |
| 164586 Arlette  | 2007 NL4            | 14 iulie 2007      | Marly              | P. Kocher                                              |
| 164587 -        | 2007 OS             | 17 iulie 2007      | Chante-Perdrix⁠(d)  | Chante-Perdrix⁠(d)                                      |
| 164588 -        | 2007 PP             | 3 august 2007      | Eskridge           | Eskridge                                               |
| 164589 La Sagra | 2007 PC11           | 11 august 2007     | OAM⁠(d)             | OAM⁠(d)                                                 |
| 164590 -        | 2007 PF25           | 11 august 2007     | Reedy Creek        | J. Broughton⁠(d)                                        |
| 164591 -        | 2569 P-L            | 24 septembrie 1960 | Palomar            | C. J. van Houten, I. van Houten-Groeneveld, T. Gehrels |
| 164592 -        | 2761 P-L            | 24 septembrie 1960 | Palomar            | C. J. van Houten, I. van Houten-Groeneveld, T. Gehrels |
| 164593 -        | 4114 P-L            | 24 septembrie 1960 | Palomar            | C. J. van Houten, I. van Houten-Groeneveld, T. Gehrels |
| 164594 -        | 4144 P-L            | 24 septembrie 1960 | Palomar            | C. J. van Houten, I. van Houten-Groeneveld, T. Gehrels |
| 164595 -        | 4791 P-L            | 24 septembrie 1960 | Palomar            | C. J. van Houten, I. van Houten-Groeneveld, T. Gehrels |
| 164596 -        | 4802 P-L            | 24 septembrie 1960 | Palomar            | C. J. van Houten, I. van Houten-Groeneveld, T. Gehrels |
| 164597 -        | 6025 P-L            | 24 septembrie 1960 | Palomar            | C. J. van Houten, I. van Houten-Groeneveld, T. Gehrels |
| 164598 -        | 6252 P-L            | 24 septembrie 1960 | Palomar            | C. J. van Houten, I. van Houten-Groeneveld, T. Gehrels |
| 164599 -        | 6366 P-L            | 24 septembrie 1960 | Palomar            | C. J. van Houten, I. van Houten-Groeneveld, T. Gehrels |
| 164600 -        | 1060 T-2            | 29 septembrie 1973 | Palomar            | C. J. van Houten, I. van Houten-Groeneveld, T. Gehrels |